# La terra degli Apaches
La terra degli Apaches (Walk the Proud Land) è un film del 1956 diretto da Jesse Hibbs.
È un film western statunitense con Audie Murphy, Anne Bancroft e Pat Crowley. È incentrato sulle reali vicende di John Philip Clum, un agente indiano che negli anni 1870 operò per la San Carlos Apache Indian Reservation nel territorio dell'Arizona.

## Trama
1874. John Philip Clum, un rappresentante del governo, arriva a San Carlos, in Arizona. Egli viene inviato a cercare un nuovo approccio alla pace con i locali indiani Apache basato sul rispetto per l'autonomia, piuttosto che sull'intervento militare. Clum deve affrontare i sospetti e le diffidenze dei coloni bianchi, dell'esercito e degli stessi indiani, in particolare del capo Geronimo. Clum è aiutato nel suo tentativo dal suo amico irlandese americano Tom Sweeney, che riesce a formare una forza di polizia costituita dagli indiani collaborativi.
Una vedova indiana, Tianay, secondo la tradizione viene assegnata a Clum quale sua governante. Tianay si innamora di Clum e vorrebbe sposarlo, nonostante il fatto che lui sia già impegnato con Mary Dennison, giunta appositamente a San Carlos per sposarlo. Dopo il matrimonio Mary non vuole più che la vedova viva nella stessa casa abitata da loro due. Il figlio di Tianay, un bambino di pochi anni, fugge per raggiungere Geronimo ma è salvato da Clum. Alcuni degli Apache che si erano mostrati pacifici e collaborativi  vorrebbero riunirsi a Geronimo per proseguire nella lotta armata. Clum si offre di raggiungere Geronimo per cercare di convincerlo a desistere dai suoi propositi bellicosi, aiutato solo dalla polizia indiana.
Clum con il piccolo  figlio di Tianay ed il supporto di parte della polizia indiana affronta Geronimo non senza aver prima mandato alcuni Apache della polizia sulle montagne per sparare al momento opportuno e far credere a Geronimo di essere circondati. Questi si arrendono ma Clum deve a sua volta arrendersi agli ordini di Washington che vuole un controllo militare della riserva indiana. Questa ritornerà autonoma solo 81 anni dopo, nel 1955, come detto nella nota finale del film.

## Produzione
Il film, diretto da Jesse Hibbs su una sceneggiatura di Gil Doud e Jack Sher con il soggetto di Woodworth Clum (figlio di John Philip Clum e autore della biografia Apache Agent), fu prodotto da Aaron Rosenberg per la Universal International Pictures e girato ad Old Tucson in Arizona.

## Distribuzione
Il film fu distribuito con il titolo Walk the Proud Land negli Stati Uniti dal settembre del 1956 al cinema dalla Universal Pictures.
Alcune delle uscite internazionali sono state:
- in Finlandia il 26 ottobre 1956 (Valmiina kuolemaan)
- in Australia il 1º novembre 1956
- in Germania Ovest il 22 gennaio 1957 (Ritt in den Tod)
- in Svezia il 18 febbraio 1957 (Han vågade livet)
- in Austria nel giugno del 1957 (Ritt in den Tod)
- in Portogallo il 15 agosto 1957 (Fronteiras do Orgulho)
- in Danimarca il 2 giugno 1958 (Hvid mands lov)
- in Argentina (La tierra del orgullo)
- in Spagna (La tierra del orgullo)
- in Cile (Grandeza India)
- in Brasile (Honra de Selvagens)
- in Francia (L'homme de San Carlos)
- in Grecia (O anypotaktos arhigos)
- in Italia (La terra degli Apaches)

## Promozione
La tagline è: "Out of the pages of the West's most thrilling history comes the saga of Indian Agent John Philip Clum...whose Faith built a fortress in a wilderness of hate...and tamed the fury of Geronimo's last desperate stand!".

## Critica
Secondo Leonard Maltin il film è "molto attraente" grazie ad "una sceneggiatura vigorosa".